# Goera dilatata
Goera dilatata is een schietmot uit de familie Goeridae.

## Voorkomen
De soort komt voor in  Japan in het zuiden van Hokkaido en van het midden tot het noordoosten van Honshu.